# Holzbach (Ehrbach)
Der Holzbach ist ein 7 km langer, orografisch rechter Nebenfluss des Ehrbachs in Rheinland-Pfalz, Deutschland. Entgegen der Stationierung der Wasserwirtschaftsverwaltung Rheinland-Pfalz wird der Bach ab der Mündung des Simmersbachs in der Topografischen Karte 1:25.000 als Kobelsbach benannt.

## Geographie
Der Holzbach entspringt etwa 350 m südlich von Mermicherhof auf einer Höhe von 449 m ü. NN. Er fließt zunächst vorrangig in nordwestliche Richtungen. Mit der Mündung des Simmersbach wendet sich sein Lauf nach Südwesten. Nach etwa einem Kilometer weiterer Flussstrecke mündet der Bach auf 265 m ü. NN in den Ehrbach. Die Mündung liegt etwa 1,5 km südlich von Buchholz.
Auf seinem 7 km langen Weg überwindet der Bach einen Höhenunterschied von etwa 184 m, was einem mittleren Sohlgefälle von 26,3 ‰ entspricht. Er entwässert ein 11,695 km² großes Einzugsgebiet über Ehrbach, Mosel und Rhein zur Nordsee.